# Đại hội Đảng Nhân dân Cách mạng Lào lần thứ I
Đại hội Đảng Nhân dân Cách mạng Lào khóa I (tiếng Lào: ກອງປະຊຸມໃຫຍ່ ຄັ້ງທີ I ຂອງພັກປະຊາຊົນປະຕິວັດລາວ) được tổ chức từ ngày 22 tháng 3 đến ngày 6 tháng 4 năm 1955 tại tỉnh Hủa Phăn. Đại hội có 40 đại biểu tham dự đại diện cho hơn 400 đảng viên toàn quốc.

## Bối cảnh
Năm 1945, Đảng Cộng sản Đông Dương tự giải tán phân tách thành 3 đảng cộng sản riêng biệt tại mỗi nước. Trên thực tế Đảng Cộng sản Đông Dương hoạt động bí mật.
Ngày 19 tháng 2 năm 1951, Đại hội lần thứ hai Đảng Cộng sản Đông Dương được tổ chức. Đại hội đã quyết định thiết lập ở mỗi nước một đảng riêng biệt để lãnh đạo cách mạng cho phù hợp với đặc điểm của từng nước. Ở Việt Nam, Đảng Lao động Việt Nam chính thức công khai hoạt động, ở Lào và Cămpuchia cũng thành lập đảng riêng để lãnh đạo nhân dân đấu tranh giành độc lập, tự do.
Để giúp đỡ cho ban lãnh đạo Lào, đầu năm 1952, Đảng Lao động Việt Nam thành lập chi bộ đảng Lao động Việt Nam tại Lào, kết nạp đảng viên người Lào. Từ năm 1953 đến năm 1955, nhiều chi bộ được thành lập tại Lào. Giữa năm 1954, ban lãnh đạo Đảng Lao động Việt Nam quyết định phải để ban lãnh đạo Lào hoạt động độc lập và công khai.
Sau Hội nghị Geneva về Đông Dương, ban lãnh đạo cộng sản tại Lào thấy rằng cần phải có một đảng chính trị để đấu tranh chống lại phe bảo hoàng và bè lũ tay sai. Năm 1955, ban lãnh đạo đã tổ chức Đại hội để công khai hoạt động Đảng Nhân dân Lào. 

## Tổ chức
Đại hội là cuộc họp thành lập ra Đảng Nhân dân (Đảng Nhân dân Cách mạng Lào sau này), tổ chức ngày 22 tháng 3 năm 1955. Đại hội thông qua Báo cáo thành lập Đảng, thông qua các đường lối cơ bản, chương trình hành động trước mắt và Điều lệ của Đảng; bầu ra Ban Chỉ đạo Trung ương Đảng Nhân dân Lào gồm 5 ủy viên, sau đó bầu bổ sung tại các thời điểm khác nhau gồm 17 ủy viên và bầu Kaysone Phomvihane làm Tổng Bí thư. Không có Bộ Chính trị và Ban bí thư chỉ có Ban Thường vụ Ban Chấp hành Trung ương Đảng.
Đại hội đề ra mục tiêu tổng quát của Đảng trong thời kỳ này là: “Lãnh đạo nhân dân Lào đoàn kết, phấn đấu hoàn thành sự nghiệp giải phóng dân tộc, thực hiện một nước Lào hoà bình, dân chủ, thống nhất và độc lập”.
Đảng Nhân dân Lào đã xác định chín chiến lược chủ yếu:
1. Xác định thực chất của đảng là: đảng của giai cấp công nhân, đại diện vì lợi ích của giai cấp công nhân, nhân dân lao động và nhân dân Lào.
2. Hệ tư tưởng cơ bản của đảng là: Học thuyết Mác - Lênin.
3. Mục tiêu cuối cùng của cuộc cách mạng là tiến lên chủ nghĩa xã hội.
4. Xác định kẻ thù chính của nước Lào: Đế quốc Mỹ, bọn xâm lược, thực dân Pháp và bè lũ tay sai.
5. Đảng lãnh đạo giai cấp công nhân.
6. Lực lượng quyết định của cách mạng là: nhân dân cả nước, trước hết là nông dân, công nhân các dân tộc Lào.
7. Xác định những người bạn của cách mạng Lào: học giả, sinh viên, trí thức, thương nhân, tiểu tư sản, tư sản dân tộc, nhà sư, chức sắc, thủ lĩnh của các bộ tộc khác nhau.
8. Nhiệm vụ cơ bản là: Đoàn kết toàn dân tộc, thực hiện cách mạng dân tộc dân chủ, chống đế quốc xâm lược và đế quốc, giải phóng dân tộc.
9. Phương châm chiến lược: Hòa bình, độc lập, dân chủ, thống nhất và văn hóa bền vững.

Đảng cũng đã đề ra chủ trương cơ bản và đề ra kế hoạch hoạt động cụ thể cho 12 lĩnh vực, gồm:
1. Chống lại đế quốc Mỹ, thực dân Pháp đã phá bỏ hiệp định ngừng bắn và những bàn tay tìm cách phá hoại hòa bình, chia rẽ dân tộc Lào, để kéo đất nước Lào vào tình trạng chiến tranh và kéo dài tình trạng áp bức ở nước Lào
2. Kêu gọi Chính phủ Vương quốc Lào hợp tác với các bên Lào để thực hiện thỏa thuận ngừng bắn, cải thiện hòa bình và thực hiện tự do, dân chủ, tổ chức tổng tuyển cử tự do để đoàn kết dân tộc, thành lập chính phủ liên hiệp và hoàn thành nhiệm vụ độc lập dân tộc.
3. Đại đoàn kết toàn dân, thiết lập khối đại đoàn kết toàn dân tộc trên cơ sở nghĩa vụ của công nhân và nông dân.
4. Xây dựng, hoàn thiện các lực lượng vũ trang, khí tài thành Quân đội nhân dân để bảo vệ vùng lãnh thổ đã giành được; mặt khác của cuộc đấu tranh chính trị, đồng thời là một trụ cột của việc gìn giữ hòa bình.
5. Nâng cao đời sống của mọi tầng lớp nhân dân, cụ thể là:

- Đối với người lao động, phải đảm bảo có việc làm và phải được chăm sóc chu đáo;
- Đối với nông dân vùng cao phải có đất trồng lúa để mở mang nông nghiệp và có lương thực;
- Đối với trí thức cần phải trọng dụng họ, giúp họ mở mang hiểu biết;
- Đối với tư sản công thương nghiệp, phải khuyến khích họ kinh doanh để phát triển công thương nghiệp;
- Đối với những người yêu nước, những tộc trưởng - xã trưởng, phải có chính sách phù hợp.
1. Thực hiện các quyền tự do dân chủ cho nhân dân: tự do ngôn luận, tự do báo chí, tự do tổ chức, tự do hội họp, tự do đi lại và các quyền tự do khác.
2. Thực hiện các quyền tự do giữa phụ nữ và nam giới, thực hiện chính sách bình đẳng và đoàn kết giữa các dân tộc, xóa bỏ định kiến, phân chia giữa các bộ lạc khác nhau trong đất nước mà người Pháp và người Sakdina định cư.
3. Tôn trọng tự do tín ngưỡng và truyền thống của các dân tộc, chống nạn mù chữ và quảng bá văn hóa Quốc gia.
4. Đối với người nước ngoài sinh sống tại Lào phải tôn trọng chủ quyền và độc lập để đảm bảo cuộc sống, tài sản và quyền tự do định cư và kinh doanh.
5. Liên minh với tất cả các nước tôn trọng độc lập, chủ quyền và toàn vẹn lãnh thổ của nước Lào; Mọi mặt giữa nước Lào và các nước đó trên nguyên tắc bình đẳng đều có lợi cho cả hai bên.
6. Xây dựng và đào tạo đội ngũ cán bộ, đặc biệt chú trọng công nhân, lao động nông dân và các dân tộc.
7. Xây dựng Đảng nhân dân Lào trở thành đảng vững mạnh của giai cấp công nhân và nhân dân lao động để có đủ khả năng lãnh đạo cuộc cách mạng đến thắng lợi cuối cùng.

## Ban Chỉ đạo Trung ương
Tháng 6/1959, Đảng đổi tên Ban Chỉ đạo Trung ương thành Ban Chấp hành Trung ương Đảng.
- Kaysone Phomvihane - Tổng bí thư
- Nouhak Phoumsavanh
- Boun Phommahaxay
- Sisavath Keobounphanh
- Khamseng